# Lasara Tanoseo
Lasara Tanoseo is een bestuurslaag in het regentschap Nias van de provincie Noord-Sumatra, Indonesië. Lasara Tanoseo telt 629 inwoners (volkstelling 2010).